# Эндосома

Ранние эндосомы образуются при эндоцитозе клеткой внеклеточного материала в результате фагоцитоза, пиноцитоза или рецептор-опосредованного эндоцитоза. Дальнейшее созревание этих везикул приводит к образованию эндосом.

Эндосома — мембранная внутриклеточная органелла, один из типов везикул, образующаяся при слиянии и созревании эндоцитозных пузырьков. Зрелые эндосомы представляют собой образования размером 300-400 нм.

## Функция
Большинство эндосом, образующихся в результате эндоцитоза из плазматической мембраны, транспортируются внутрь клетки, где сливаются с существующими эндосомами либо закисляются за счёт активности протонной АТФазы (H-АТФаза). В процессе созревания эндосома проходит несколько последовательных стадий, постепенно превращаясь в лизосому. При этом часть изначального материала плазматической мембраны может вернуться обратно для повторного использования (рециркуляция). 

### Роль в передаче сигналов в клетке
Многие мембранные рецепторы после связывания субстрата интернализуются в составе эндосом. Ранее это явление рассматривали как путь деградации или рециркуляции молекул рецепторов. Однако сегодня ясно, что локализация в эндосомах может играть особую роль в способности рецепторов к передаче сигнала. Так, например, известно, что рецептор эпидермального фактора роста способен к передаче сигнала сразу после связывания с субстратом на клеточной мембране, однако максимальной активности он достигает только в эндосомах. Кроме того, активированные рецепторы на мембране и в эндосомах могут запускать разные сигнальные пути. Например, толл-подобный рецептор 4, локализованный в клеточной мембране, передаёт сигнал по пути TIRAP-MyD88, а локализованный в эндосомах — по пути TRAM-TRIF.

## Типы
Различают три типа эндосом: ранние, или первичные, эндосомы, поздние эндосомы (или мультивезикулярные тельца) и рециркулирующие эндосомы.  Они различаются по времени, требуемом для достижения эндоцитированного материала этих эндосом, и по функциональным маркёрам, таким как различные формы белков из группы Rab. Кроме этого, они различаются по своей морфологии. После того, как эндоцитарные везикулы теряют оболочку, они сливаются с ранними эндосомами, которые в свою очередь в процессе созревания превращаются в поздние эндосомы перед тем, как слиться с лизосомами.
Преобразование ранних эндосом, или процесс созревания, может происходить несколькими путями. Важную роль в этом процессе играют вакуолярные H-ATФазы, которые переносят протоны внутрь эндосомы и закисляют её. Рециркулирующие молекулы (как правило рецепторы) собираются в трубчатых структурах эндосом. После рециркуляции и потери трубчатых структур образующиеся поздние эндосомы содержат только вакуолеобразные структуры. Они постепенно увеличиваются в размере по мере гомотипического слияния. Молекулы также сортируются в мелкие везикулы, которые выпячиваются по периметру мембраны внутрь эндосомы, формируя люминальные везикулы. Это приводит к образованию мульти везикулярной организации поздних эндосом (мультивезикулярных телец). Одоновременно продолжается рециркуляция некоторых молекул, включая трансфериновый рецептор и маннозо-6-фосфатный рецептор.  Эндосомы теряют RAB5 и получают RAB7 и становятся компетентными для последующего слияния с лизосомами.
Слияние поздних эндосом с лизосомами приводит первоначально к образованию гибридной структуры с промежуточными характеристиками. Так, например, лизосомы обладают большей плотностью, чем эндосомы, в то время как такие гибридные структуры имеют промежуточную плотность.  